# سيارة البابا

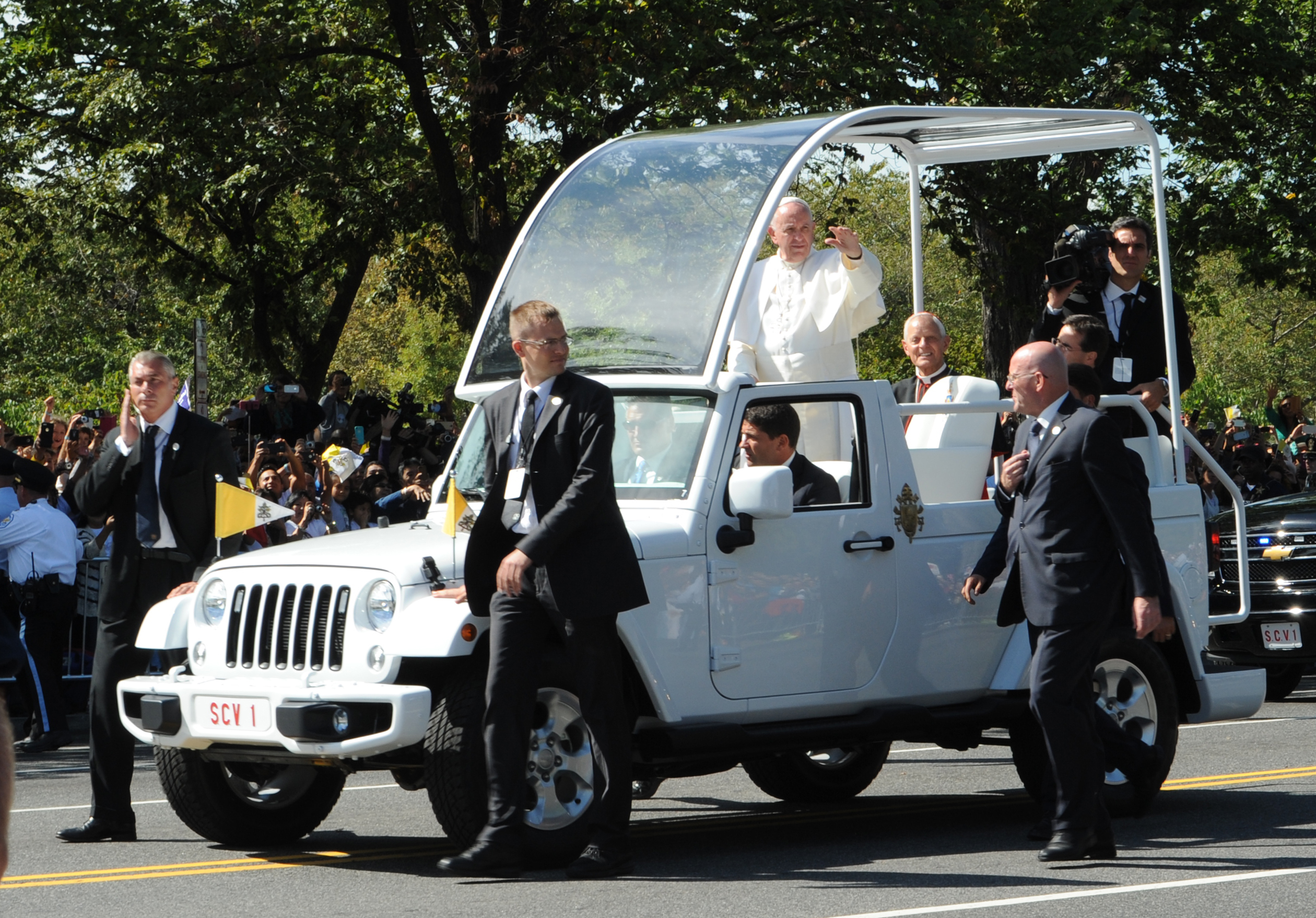
البابا فرانسيس في سيارة جيب J8 سيارةالباب في واشنطن العاصمة، في سبتمبر 2015.

سيارة البابا هي مركبة آلية مصممة خصيصًا يستخدمها البابا أثناء ظهوره العام.  ويعتبر خليفة لـ sedia gestatoria الذي تم تصميمه للسماح للبابا بأن يكون أكثر وضوحًا عند تحية الحشود الكبيرة.